# Narimbang
Narimbang is een bestuurslaag in het regentschap Sumedang van de provincie West-Java, Indonesië. Narimbang telt 3084 inwoners (volkstelling 2010).